# Королевский адвокат Кавана
Королевский адвокат Кавана (англ. Kavanagh QC) — английский телесериал, запущенный ITV Central и транслируемый между 1995 и 2001 годами на ITV. Все шесть сезонов сериала доступны на DVD.

## Сюжет
В сериале снялся Джон Тоу в роли адвоката Джеймса Кавана, барристера, представителя рабочего класса в Болтоне, графство Большой Манчестер. Сериал рассказывает о его судебных баталиях, а также о его домашних драмах, в том числе о смерти его преданной и любящей жены. Позже он начинает встречаться с коллегой.
В суде Кавана обычно защищает клиента, который, вероятно, будет осуждён, если только не произойдет поворот дела; но иногда Кавана выступает в роли обвинителя. В основном сюжете Кавана сталкивается со случаями расизма, сексизма или других предрассудков. Также имеются и комедийные вставки. Кавана будет бороться с несправедливостью, и его никогда не удаётся запугать угрозами или подкупить взятками со стороны тех, против кого он выступает в зале суда.